# Pultrusión

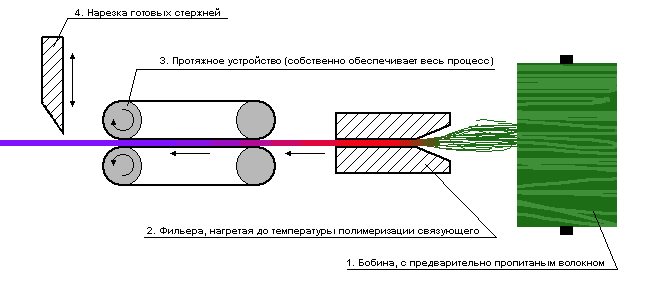
Pultrusión corregida

La pultrusión es un proceso productivo de conformado de materiales plásticos termorrígidos para obtener perfiles de plástico reforzado, de forma continua, sometiendo las materias primas a un arrastre y parado por operaciones de impregnado, conformado, curado y corte. Este proceso se caracteriza por un buen acabado superficial

## Proceso
1. Desenrollado y distribución de los refuerzos de fibra de vidrio u otros materiales.
2. Impregnación de la resina y control de la relación resina-vidrio.
3. Preformado gradual hasta alcanzar el perfil final.
4. Conformado y curado de la matriz.
5. Postcurado.
6. Corte.

## Ventajas
- Alta rigidez y resistencia.
- Producción continua.
- Alta velocidad de producción.
- Versatilidad de formas.
- Buen acabado superficial.
- Posibilidad de obtener grandes longitudes.
- Equipo económico.
- Selección direccional de propiedades.
- Flexibilidad sin perder resistencia.

## Propiedades de los perfiles fabricados por pultrusión
- Resistencia a la corrosión
- Baja conductividad térmica y eléctrica
- Transparencia magnética y electromagnética
- Baja densidad
- Elevada resistencia mecánica
- Estabilidad dimensional

## Productos
- Perfiles
- Rejilla de fibra de vidrio
- Escalones
- Barandas
- Bandejas portacables
- Sistemas de drenaje (canaletas y rejillas)
- Fibrobarras para construcción (Rebars)
- Chapas
- Celdas electrolíticas
- Escaleras marineras
- Cercos
- Postes
- Torres de enfriamiento
- Sistemas estructurales